# Jide Kosoko
Jide Kosoko, né le 12 janvier 1954 à l'Île de Lagos, est un acteur nigérian.

## Biographie

### Enfance, éducation et carrière
Né sur l'Île de Lagos, Kosoko est issu d'une famille royale. Il a étudié l'administration des affaires à Yaba College of Technology. Il a commencé sa carrière d'acteur dès son enfance, notamment en 1964 dans une production télévisuelle dénommée Makanjuola. Il a joué dans plusieurs films de Nollywood, tournés dans deux langues dont l'anglais et le yoruba. 

### Vie privée
Il est marié à deux femmes et père de plusieurs enfants.

## Filmographie
- 2006 : Abeni
- 2009 : The Figurine
- 2009 : Jenifa
- 2011 :  I'll Take My Chances
- 2012 : The Meeting
- 2012 : Dernier vol pour Abuja
- 2013 : Doctor Bello
- 2014 : Gidi Up
- 2015 : The Department
- 2017 : The Royal Hibiscus Hotel